# Chandel (district)
Chandel is een district van de Indiase staat Manipur. In 2001 telde het district 122.714 inwoners op een oppervlakte van 3317 km². Het noordoostelijke gedeelte splitste zich in 2016 echter af en vormt sindsdien het district Tengnoupal.
Bishnupur · Chandel · Churachandpur · Imphal-Oost · Imphal-West · Jiribam · Kakching · Kamjong · Kangpokpi · Noney · Pherzawl · Senapati · Tamenglong · Tengnoupal · Thoubal · Ukhrul